# Torre Mexicana
La Torre de Mexicana (antes Torre Fibramex, Torre Axa y actualmente, Torre Mexicana, propiedad de FIBRA UNO) fue el edificio y rascacielos sede de las oficinas centrales de la Compañía Mexicana de Aviación. Se encuentra en Eje 4 Sur (Avenida Xola) 535, Colonia Del Valle Norte, alcaldía Benito Juárez, CP: 03103, en la Ciudad de México. Cuenta con 30 pisos y con 11 ascensores. Cuando finalizó su construcción se convirtió en el tercer edificio más alto de México, y lo fue hasta la década de los 1990s, cuando empezaron a realizarse los proyectos más altos de la Ciudad. En abril de 2018 ocupaba el 53.er lugar por su altura en la Ciudad de México.
Durante el sismo del 19 de septiembre de 2017, presentaba una ocupación de aproximadamente 2000 personas, las cuales resultaron ilesas.

## Memoria Descriptiva
- La Torre tiene una altura de 132 metros y 30 pisos.
- Ha sido apodada por el público como "La Licuadora" debido a su forma particular que resembla a este mismo aparato electrodoméstico mencionado.
- El área total del rascacielos es de 32,000 m².

## Historia
- Su construcción inició en 1978 y finalizó en 1982.
- A partir del Terremoto de México de 1985 se le consideró uno de los rascacielos más seguros del mundo junto con Torre Mayor, Torre Ejecutiva Pemex, World Trade Center México, Torre Latinoamericana, Torre HSBC, Edificio Reforma Axtel, St. Regis Hotel & Residences y Torre Insignia.
- El edificio está equipado con las más altas normas de seguridad sísmica, cuenta con 65 amortiguadores sísmicos y con 35 pilotes de acero y concreto que penetran a una profundidad de 40 metros, puede soportar un terremoto de 8.5 en la escala de Richter.
- Fue adquirida por 40.2 millones de dólares en el año 2006 por FIBRAMEX y en enero de 2016 fue vendida a Fibra Uno quién realizó una fuerte inversión para actualizar equipos e imagen y devolver al inmueble al sitio que le corresponde.

## Detalles Importantes
- Ha soportado siete terremotos, el del 1985 que midió 8.1 en la escala de Richter, el de 1995 de 7.7 en la escala de Richter, el del 2003 de 7.6 en la escala de Richter, el del 13 de abril del 2007 de 6.3 en la escala de Richter,  el del 20 de marzo de 2012 de 7.8 en la escala de Richter el del 7 de septiembre del 2017 de Magnitud 8.2 y el del 19 de septiembre del 2017 de Magnitud 7.1, siendo junto con Torre Insignia, Presidente InterContinental Hotel, Torre Pemex, World Trade Center México y Torre de Tlatelolco en soportar 7 terremotos.
- Los materiales que se usaron en su construcción fueron: concreto armado.
- Su arquitecto fue: Pedro Ramírez Vázquez y Rafael Mijares Alcérreca, residente Andrés Giovanini García.
- Su constructora fue: Grupo Mexicano de Desarrollo.

La torre fue diseñada simulando una torre de control de aeropuerto.
La crisis en México de 1983 postergó la culminación de la torre, estando prácticamente terminada, pues sólo faltaban por concluir los detalles y acabados así como instalar el mobiliario. Fue hasta el 30 de abril de 1984 cuando quedó lista, siendo inaugurada por el entonces presidente de México, Miguel de la Madrid Hurtado.
El inmueble ocupa un amplio espacio de terreno en la Colonia del Valle, en un lugar donde anteriormente se ubicaba una gran residencia propiedad de Harry Right Conger y otro que ocupaba el restaurante “Torino”, propiedad de la familia Prendes. Consiste en una torre de oficinas, un centro comercial y un gran estacionamiento.
Las nuevas oficinas resultaron un éxito, pues estaban muy bien situadas para todos los efectos y en ellas pudieron coincidir todas las diversas dependencias de Mexicana de Aviación que estaban esparcidas por varios edificios de la ciudad, incluyendo las oficinas generales que ocupaban el edificio de Balderas 36.

## Datos Clave
- Altura- 132 metros.
- Área Total- 32,000 metros cuadrados.
- Pisos- 5 niveles de estacionamiento y 30 pisos.
- Condición: 	En uso.
- Rango:
  - En México: 19.º lugar, 2011: 38.º lugar
  - En Ciudad de México: 18.º lugar, 2011: 30.º lugar
    - El Colonia Del Valle: 1.er. lugar

Fue adquirida por FIBRAMEX el 31 de diciembre de 2008.